# 利簋
利簋，西周早期青銅器。為周武王時官吏利所作，故名。因其銘文中有“珷征商”字樣，又被稱為“武王征商簋”。1976年出土於陝西臨潼縣（今西安市临潼区），現藏中国国家博物馆。2002年入选禁止出国(境)展览文物名录。

## 出土
1976年3月间，陕西省临潼县零口公社西段大队（今临潼区零口街道西段村）发现了一个西周铜器窖藏，出土铜器六十余件，利簋为其中之一。

## 形制
利簋通高28公分，口徑22公分，重7.95千克。侈口，鼓腹，雙獸耳垂珥，方座圈足，器形與天亡簋相似，為典型的西周早期風格。簋腹和方座飾有饕餮紋、夔紋，圈足飾有夔紋、雲雷紋。

## 铭文

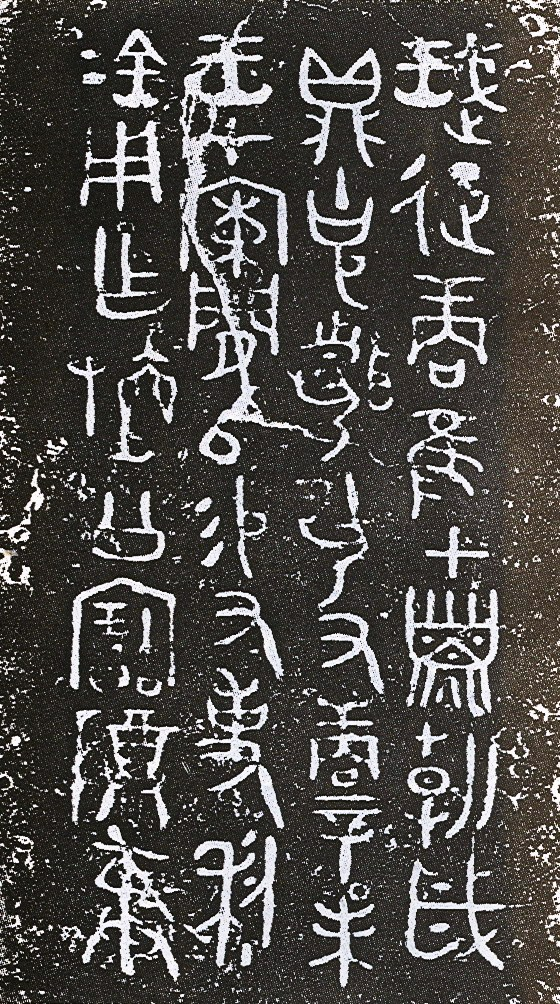
利簋铭文拓片

腹內底部有銘文4列32字，考古学家省吾最初隶定为：
珷征商隹（唯）甲子朝歲
鼎（貞）克昏（聞）夙又（有）商辛未
王才（在）管師易（賜）又（右）吏利
金用乍（作）旜公寶尊彝

銘文的解釋爭議較大。有一些学者根据上述理解，认为铭文可以像这样断句：
珷征商，隹（通唯）甲子朝，歲
鼎（通貞、正）克，聞（通昏）夙又（有）商。辛未，
王才（在）管（一说阑，存疑，一个地名）師，易（通賜）又（右）吏利
金，用乍（作）旜（存疑，一个人名）公寶尊彝
意思可以解释为：周武王伐商，在甲子日这一天的早晨，歲星(指木星)在天空正中间的位置时告捷，黎明时分(昏夙)夺取了商(的城池)。辛未日（甲子日的七天以后），武王在管（某地）地的军队中，赐给了右吏（官名）“利”（人名）一些金（指铜）。“利”就用这些铜铸造了這件寳器，用以作祭祀祖先旜公的寶器。

## 价值
利簋是現存最早的西周青銅器。其銘文開首，即從“珷征商”、“夙有商”幾句，明確概述了武王征商的史實，是已知周初金文關於此事件的唯一史料。其餘大禮簋、沈子它簋、宜侯夨簋等提到武王征商的青銅器銘文都屬於追述。利簋也是目前發現的唯一記載伐商具體日期即“甲子日”的器物，可与《尚書·牧誓》、《逸周書·世俘》等文獻中關於武王伐紂時間的記載相印證，對商周斷代具有非常重要的意義。